# Masna Luka
Masna Luka je naseljeno mjesto u općini Posušje, Federacija Bosne i Hercegovine, BiH.
U blizini se nalazi šumsko područje Masna Luka, zaštićeno kao upravljani prirodni rezervat.

## Povijest
Naseljeno mjesto Masna Luka nastalo je 2005. godine izdvajanjem iz naseljenog mjesta Bare.

## Stanovništvo
Nacionalni sastav stanovništva 2013. godine, bio je sljedeći:
ukupno: 1
- Hrvati – 1